# Xicheng (ort i Kina, Jiangxi Sheng, lat 27,08, long 116,76)
Xicheng är en ort i Kina. Den ligger i provinsen Jiangxi, i den sydöstra delen av landet, omkring 200 kilometer sydost om provinshuvudstaden Nanchang. Antalet invånare är 8 646. Befolkningen består av 4 082 kvinnor och 4 564 män. Barn under 15 år utgör 18,0 %, vuxna 15-64 år 73 %, och äldre över 65 år 7,0 %.
Runt Xicheng är det ganska tätbefolkat, med 72 invånare per kvadratkilometer. Närmaste större samhälle är Taihe, 15,3 km väster om Xicheng. I omgivningarna runt Xicheng växer i huvudsak blandskog.
Genomsnittlig årsnederbörd är 2 454 millimeter. Den regnigaste månaden är juni, med i genomsnitt 431 mm nederbörd, och den torraste är oktober, med 19 mm nederbörd.